# Serianus bolivianus
Espèce
Synonymes
- Paraserianus bolivianus Beier, 1939

Serianus bolivianus est une espèce de pseudoscorpions de la famille des Garypinidae.

## Distribution
Cette espèce est endémique du département d'Oruro en Bolivie. Elle se rencontre vers Pazña.

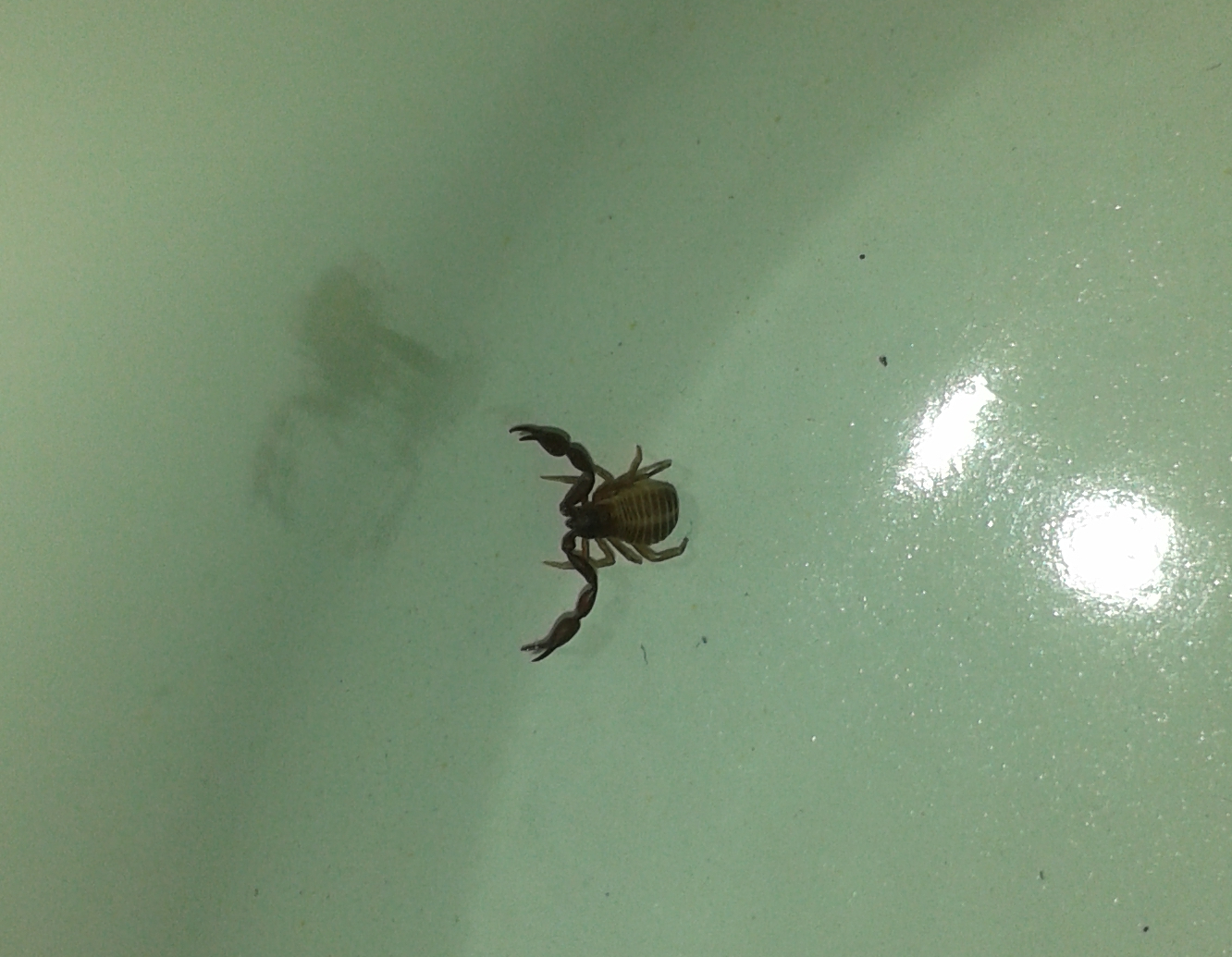
Serianus bolivianus

## Étymologie
Son nom d'espèce lui a été donné en référence au lieu de sa découverte, la Bolivie.

## Publication originale
- Beier, 1939 : The Pseudoscorpionidea collected by the Percy Sladen Trust Expedition to Lake Titicaca. Annals and Magazine of Natural History, sér. 11, vol. 3, p. 288-290.